# عصام حماد
عصام حسني حمّاد (12 مايو 1925 - 7 يونيو 2006) مذيع وكاتب وشاعر أردني - فلسطيني. ولد في مدينة جرش لأبٍ فلسطيني. اجتاز امتحان التعليم العالي الفلسطيني، عام 1942. عمل في برلين فتعلّم الألمانيّة، ودرس علوم المسرح، وتخصّص في العمل التلفزيوني. عمل في حقل الإعلامي في عدد من الإذاعات العربيّة، ثم عُيّن مديرًا للدار الأردنيّة للثقافة والإعلام. كان عضوًا في رابطة الكتاب الأردنيين، واتحاد الكتاب والصحفيين الفلسطينيين، واتحاد الكتاب العرب العام. له ملحمة شعرية بعنوان ديان بيان فو ومطولة رسالة إلى ولدي وعدة مؤلفات في تخصصه.

## سيرته
ولد في مدينة جرش يوم 12 مايو 1925/ 19 شوال 1343 لأبٍ فلسطيني من نابلس، وأمه شركسية عائشة زكريا تجبسم. أنهى دراسته الابتدائية في كلية النجاح الوطنية بنابلس، والثانوية في الرشيدية بالقدس فحصل على مؤهل من معهد الحقوق في القدس، انترميديات، دبلوم دراماتولوجيا من برلين الشرقية.

عمل أول أمره في ضريبة الدخل وفي عام 1944 عمل مذيعاً ومساعداً لرئيس القسم الأدبي في الإذاعة الفلسطينية. في عام 1949 انتقلت الأسرة إلى دمشق، وعمل عصام مراقباً رئيسياً لشعبة المذيعين في اذاعة دمشق، وبقي يشغل هذه الوظيفة حتى نهاية عام 1952، عاد بعدها إلى رام الله، وعمل في الإذاعة الأردنية فيها مراقباً للبرامج العامة، وفي أوائل عام 1957 عاد إلى دمشق مرة أخرى ليعمل في الإذاعة السورية كمستشار للإذاعة ومديراً عاماً لبرامجها قبل أن ينتقل بأسرته إلى ألمانيا الشرقية في أواخر العام 1958 ليعمل في وظيفة المسؤول العربي في القسم العربي في إذاعتها، وظل في عمله هذا حتى منتصف عام 1965 حيث عاد إلى الأردن بعد العفو الملكي العام عن جميع المبعدين السياسيين للإشراف على البرنامج الذي كانت منظمة التحرير الفلسطينية تقدمه من الإذاعة الأردنية. مرة أخرى غادر الأردن في خريف عام 1970 إلى سورية حيث عمل في الإذاعة وفي مجلة الطلائع.

كان عضوًا عضو في رابطة الكتاب الأردنيين، وعضو اتحاد الكتاب والصحفيين الفلسطينيين، واتحاد الكتاب العرب العام، وعدد من جمعيات الصداقة مع الدول الأجنبية، ورئيسًا لجمعية الصداقة الأردنية - البلغارية.

توفي عصام حمّاد في 7 يونيو 2006/ 11 جمادى الأولى 1427 وأقامت له رابطة الكتاب الأردنيين له حفل تأبين أربعين في 12 يوليو. 

## حياته الشخصية
تزوج سنة 1948 من الإعلامية الفلسطينية فاطمة موسى إبراهيم البديري التي توفيت في 2009.

## مؤلفاته
- دراسات في الكتابة والإخراج الإذاعيين، الإذاعة للجميع، 1952.
- ديان بيان فو، ملحمة شعرية، 1954.
- رسالة إلى ولدي، مطولة شعرية، رام الله، 1957.
- دراسة مقارنة في الفن الألماني، لفريتز كريمر، ترجمة 1959.
- حرب تشرين: أحداثها، نتائجها، 1974.
- تهويد القدس، ترجمة للإنكليزية، من تأليف روحي الخطيب.
- نحو مفهوم إعلامي موحد.
- نحو ثقافة وطنية معاصرة.
- رسائل وصور من بعيد، 1986.

## وصلات خارجية
- عصام حماد على موقع أرشيف الشارخ.
- في موقع أرشيف المجلات